# أحمد موسى ميرزا
أحمد موسى ميرزا (مواليد 23 أكتوبر 1976)، هو لاعب كرة قدم كويتي سابق، كان لاعب خط وسط ومهاجم للنادي العربي الكويتي في الدوري الممتاز.

## حياته
أعير إلى نادي النصر الكويتي في موسم 2007-2008، وعاد إلى العربي واعتزل كرة القدم في 2011. مر بظروف قاهرة ابعدته عن الملاعب بسبب مرض بنته ومن ثم وفاتها. كان يلعب مع منتخب الكويت لكرة القدم، وكان من ضمن المنتخب في كأس الخليج 1996.

## جوائز
- أفضل لاعب في كأس الخليج للأنديه 1994.[بحاجة لمصدر]
- أفضل لاعب ناشئ سنة 1992.[بحاجة لمصدر]
- أفضل لاعب كويتي 5 مرات.[بحاجة لمصدر]
- أفضل لاعب آسيوي مع منتخب الشباب سنة 1993.[بحاجة لمصدر]

## روابط خارجية
- أحمد موسى ميرزا على موقع ناشيونال فوتبول تيمز (الإنجليزية)